# Europawahl im Vereinigten Königreich 2019
- SF: 1
- Labour: 10
- Greens: 7
- Plaid: 1
- SNP: 3
- LibDem: 16
- Alliance: 1
- Cons.: 4
- DUP: 1
- Brexit: 29

- GUE/NGL: 1
- S&D: 10
- G/EFA: 11
- RE: 17
- EKR: 4
- NI: 30

Die Europawahl im Vereinigten Königreich und in Gibraltar 2019 fand am 23. Mai 2019 statt.
Es wurden 73 Mandate für das Europäische Parlament gewählt. Die Amtszeit der im Vereinigten Königreich und in Gibraltar gewählten Parlamentarier endete mit dem EU-Austritt des Vereinigten Königreichs am 31. Januar 2020.
Im Rahmen der Europawahl 2019 im Vereinigten Königreich kam es vermehrt zu Klagen der dort ansässigen Bürger aus anderen EU-Ländern darüber, dass ihnen die Teilnahme an der Wahl verweigert bzw. erschwert wurde.

## Vorgeschichte
Ursprünglich hatte die britische Regierung den 29. März 2019 als Zeitpunkt des Austritts des Vereinigten Königreichs aus der EU festgelegt. Der „Brexit“ wurde jedoch im Einvernehmen mit der Europäischen Union auf die Zeit nach dem 12. April 2019 verschoben. Die britische Premierministerin Theresa May bat später außerdem um eine weitere Verschiebung. Im Fall einer Verschiebung über den 22. Mai 2019 hinaus musste das Vereinigte Königreich nach Ansicht mehrerer Rechtsgutachten eine Wahl zum Europäischen Parlament abhalten. In diesem Falle würden im Vereinigten Königreich 73 der 751 Abgeordneten des Europäischen Parlaments gewählt.
Die britische Wahlkommission hatte im Frühjahr 2018 für die Wahl bereits fast eine Million Pfund zurückgestellt. Am 7. Mai 2019 erklärte David Lidington, Kabinettschef im Kabinett May II, dass der EU-Austritt „bedauerlicherweise“ nicht vor dem Wahltermin stattfinden könne und dass das Vereinigte Königreich daher an der Wahl teilnehmen müsse.
Der Wahlkampf im Vereinigten Königreich stand erwartungsgemäß ganz im Zeichen des anvisierten EU-Austritts und der damit zusammenhängenden Führungskrise in der Konservativen Partei. Am 24. Mai 2019, dem Tag nach der Wahl, kündigte Theresa May ihren baldigen Rücktritt vom Amt des Premierministers an. Dieser Schritt war schon länger erwartet worden und die Unzufriedenheit mit den Ergebnissen ihrer Politik war seit längerem offenkundig. Im November 2018 war der frühere Parteiführer der UK Independence Party (UKIP), Nigel Farage aus seiner bisherigen Partei ausgetreten und hatte sich im Januar einer neu gegründeten Partei, der Brexit Party, angeschlossen, in der er in Kürze eine führende Rolle spielte. Genauso wie UKIP präsentierte sich die Brexit Party im Wesentlichen als Ein-Themen-Partei, die den „Brexit abzuliefern“ (deliver Brexit) versprach. In den Meinungsumfragen stieg die Brexit Party schnell zur stärksten Partei auf, insbesondere nachdem der EU-Austritt ein weiteres Mal auf Oktober 2019 verschoben worden war. Im Übrigen zeigten sich die bekannten, verhärteten politischen Fronten, mit den Parteien, die ein zweites EU-Austrittsreferendum forderten (Liberal Democrats, die zögerliche Labour Party, Scottish National Party u. a.) auf der einen Seite und dem EU-skeptischen Flügel der Konservativen Partei, UKIP und der nordirischen Democratic Unionist Party (DUP) auf der anderen Seite. Andere Themen spielten demgegenüber im Wahlkampf eine geringe Rolle.

## Wahlsystem

Wahlkreise bei der Europawahl 2019

Die 73 Abgeordneten wurden in 12 Wahlkreisen gewählt. In jedem Wahlkreis, mit Ausnahme Nordirlands, wird dabei separat das Verhältniswahlrecht angewandt. Pro Wahlkreis werden zwischen drei und zehn Mandate vergeben, es gibt keine explizite Sperrklausel. Davon abweichend kommt in Nordirland ein System mit übertragbarer Einzelstimmgebung zur Anwendung.
Wahlkreise:
- East Midlands 5
- East of England 7
- London 8
- North East England 3
- North West England 8
- South East England 10
- South West England (einschließlich Gibraltar) 6
- Yorkshire and the Humber 6
- West Midlands 7
- Wales 4
- Schottland 6
- Nordirland 3

## Parteien
Die folgende Tabelle listet die Parteien und die Anzahl ihrer Kandidaten pro Wahlkreis auf (ohne Nordirland):
| Partei                                                | Europäische Partei/ Fraktion | EM | EE | Lon | NE | NW | SE | SW | WM | YH | Wal | Sco |
| ----------------------------------------------------- | ---------------------------- | -- | -- | --- | -- | -- | -- | -- | -- | -- | --- | --- |
| Conservative Party                                    | AKRE                         | 5  | 7  | 8   | 3  | 8  | 10 | 6  | 7  | 6  | 4   | 6   |
| Labour Party                                          | SPE                          | 5  | 7  | 8   | 3  | 8  | 10 | 6  | 7  | 6  | 4   | 6   |
| Liberal Democrats                                     | ALDE                         | 5  | 7  | 8   | 3  | 8  | 10 | 5  | 7  | 6  | 4   | 6   |
| UK Independence Party                                 | ENF                          | 5  | 7  | 8   | 3  | 8  | 10 | 6  | 7  | 6  | 4   | 6   |
| Brexit Party                                          | EFDD                         | 5  | 7  | 8   | 3  | 8  | 10 | 6  | 7  | 6  | 4   | 6   |
| Change UK – The Independent Group                     | –                            | 5  | 7  | 8   | 3  | 8  | 10 | 6  | 7  | 6  | 4   | 5   |
| Green Party of England and Wales Scottish Green Party | EGP                          | 5  | 7  | 8   | 3  | 8  | 10 | 6  | 7  | 6  | 4   | 6   |
| Scottish National Party                               | EFA                          |    |    |     |    |    |    |    |    |    |     | 6   |
| Plaid Cymru                                           | EFA                          |    |    |     |    |    |    |    |    |    | 4   |     |
| Yorkshire Party                                       | EFA                          |    |    |     |    |    |    |    |    | 6  |     |     |
| English Democrats                                     | –                            |    | 4  |     |    | 2  |    |    |    | 4  |     |     |
| UK European Union Party                               | –                            |    |    | 6   |    | 1  | 2  |    |    |    |     |     |
| Independent Network                                   | –                            | 5  |    |     |    |    |    |    |    |    |     |     |
| Animal Welfare Party                                  | APEU                         |    |    | 6   |    |    |    |    |    |    |     |     |
| Women’s Equality Party                                | –                            |    |    | 8   |    |    |    |    |    |    |     |     |
| Socialist Party of Great Britain                      | –                            |    |    |     |    |    | 10 |    |    |    |     |     |
| Unabhängige Kandidaten                                | –                            | 1  | 1  | 11  | –  | 2  | 3  | 3  |    |    |     | 2   |

### Nordirland
Folgende Parteien stellen je einen Kandidaten im Wahlkreis Nordirland:
- Sinn Féin (GUE-NGL-Fraktion)
- Democratic Unionist Party
- Ulster Unionist Party (AKRE)
- Social Democratic and Labour Party (SPE)
- Alliance Party of Northern Ireland
- Conservative Party (AKRE)
- Green Party in Northern Ireland (EGP)
- UK Independence Party (ENF-Fraktion)
- Traditional Unionist Voice

Dazu kommen zwei parteiunabhängige Kandidaten.

### Verlauf

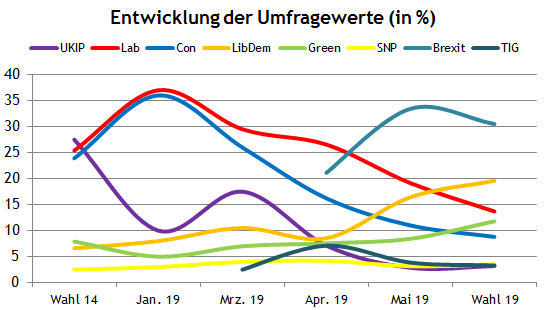
Werte für Großbritannien; Verlauf der Umfragen von der Wahl 2014 bis zur Wahl 2019

### Verteilung der Mandate vor der Wahl
| Partei                            | Mandate Wahl 2014 | Mandate Auflösung 2019 | Fraktion     |
| --------------------------------- | ----------------- | ---------------------- | ------------ |
| Labour Party                      | 20                | 18 *                   | S&D          |
| Conservative Party                | 19                | 18                     | ECR          |
| Ulster Unionist Party             | 1                 | 1                      | ECR          |
| Brexit Party                      | —                 | 14                     | EFDD         |
| Social Democratic Party           | —                 | 1                      | EFDD         |
| Unabhängige                       | —                 | 3                      | EFDD         |
| UK Independence Party             | 24                | 1                      | fraktionslos |
| UK Independence Party             | —                 | 2                      | ENF          |
| Unabhängige                       | —                 | 1                      | ENF          |
| Green Party of England and Wales  | 3                 | 3                      | Grüne/EFA    |
| Scottish National Party           | 2                 | 2                      | Grüne/EFA    |
| Plaid Cymru                       | 1                 | 1                      | Grüne/EFA    |
| Change UK – The Independent Group | —                 | 2                      | EVP          |
| Liberal Democrats                 | 1                 | 1                      | ALDE         |
| Sinn Féin                         | 1                 | 1                      | GUE/NGL      |
| Democratic Unionist Party         | 1                 | 1                      | fraktionslos |
| Unabhängiger                      | —                 | 1                      | fraktionslos |
| Summe                             | 73                | 71 *                   |              |

## Umfragen

### Vereinigtes Königreich
| Institut        | Datum      | UKIP   | Lab    | Con    | Green | LibDem | SNP   | Plaid | Brexit | TIG | Sonst. |
| --------------- | ---------- | ------ | ------ | ------ | ----- | ------ | ----- | ----- | ------ | --- | ------ |
| Opinium         | 20.05.2019 | 3 %    | 17 %   | 12 %   | 7 %   | 15 %   | 3 %   | 1 %   | 38 %   | 3 % | 2 %    |
| Survation       | 17.05.2019 | 3 %    | 24 %   | 14 %   | 4 %   | 12 %   | 4 %   | 1 %   | 30 %   | 3 % | 4 %    |
| Survation       | 09.05.2019 | 4 %    | 24 %   | 12 %   | 6 %   | 11 %   | 4 %   | 1 %   | 30 %   | 4 % | 4 %    |
| Opinium         | 07.05.2019 | 4 %    | 26 %   | 14 %   | 6 %   | 12 %   | 5 %   | 2 %   | 29 %   | 2 % | 1 %    |
| Survation       | 25.04.2019 | 7 %    | 27 %   | 16 %   | 4 %   | 8 %    | 3 %   | 1 %   | 27 %   | 4 % | 4 %    |
| Europawahl 2014 | 22.05.2014 | 26,6 % | 24,4 % | 23,1 % | 7,6 % | 6,6 %  | 2,4 % | 0,7 % | —      | —   | 8,6 %  |

### Großbritannien
| Institut        | Datum      | UKIP   | Lab    | Con    | Green | LibDem | SNP   | Plaid | Brexit | TIG | Sonst. |
| --------------- | ---------- | ------ | ------ | ------ | ----- | ------ | ----- | ----- | ------ | --- | ------ |
| BMG             | 22.05.2019 | 2 %    | 18 %   | 12 %   | 8 %   | 17 %   | 3 %   | 1 %   | 35 %   | 4 % | 1 %    |
| Ipsos           | 22.05.2019 | 3 %    | 15 %   | 9 %    | 10 %  | 20 %   | 3 %   | —     | 35 %   | 3 % | 3 %    |
| YouGov          | 21.05.2019 | 3 %    | 13 %   | 7 %    | 12 %  | 19 %   | 3 %   | 1 %   | 37 %   | 4 % | 2 %    |
| Kantar          | 21.05.2019 | 4 %    | 24 %   | 13 %   | 8 %   | 15 %   | 3 %   | —     | 27 %   | 5 % | 1 %    |
| Panelbase       | 21.05.2019 | 3 %    | 25 %   | 12 %   | 7 %   | 15 %   | 4 %   | —     | 30 %   | 3 % | 1 %    |
| Opinium         | 18.05.2019 | 2 %    | 17 %   | 12 %   | 7 %   | 15 %   | —     | —     | 38 %   | 3 % | —      |
| ComRes          | 17.05.2019 | 3 %    | 22 %   | 12 %   | 7 %   | 14 %   | 3 %   | 1 %   | 32 %   | 5 % | 1 %    |
| YouGov          | 17.05.2019 | 3 %    | 15 %   | 9 %    | 11 %  | 17 %   | 3 %   | 1 %   | 34 %   | 4 % | 3 %    |
| ComRes          | 16.05.2019 | 2 %    | 23 %   | 9 %    | 9 %   | 16 %   | 4 %   | 1 %   | 31 %   | 4 % | 1 %    |
| Opinium         | 16.05.2019 | 2 %    | 20 %   | 12 %   | 6 %   | 15 %   | 4 %   | —     | 34 %   | 3 % | —      |
| YouGov          | 16.05.2019 | 3 %    | 15 %   | 9 %    | 10 %  | 16 %   | 3 %   | 1 %   | 35 %   | 5 % | 3 %    |
| HanburgStrategy | 13.05.2019 | 3 %    | 25 %   | 13 %   | 7 %   | 14 %   | 4 %   | —     | 30 %   | 6 % | —      |
| ComRes          | 12.05.2019 | 3 %    | 25 %   | 15 %   | 7 %   | 13 %   | 3 %   | —     | 27 %   | 6 % | 1 %    |
| Opinium         | 10.05.2019 | 4 %    | 21 %   | 11 %   | 8 %   | 12 %   | 4 %   | 1 %   | 34 %   | 3 % | 2 %    |
| BMG Research    | 10.05.2019 | 3 %    | 22 %   | 12 %   | 10 %  | 19 %   | —     | —     | 26 %   | 3 % | 1 %    |
| ComRes          | 09.05.2019 | 3 %    | 25 %   | 13 %   | 8 %   | 14 %   | 3 %   | 1 %   | 27 %   | 6 % | 1 %    |
| YouGov          | 09.05.2019 | 3 %    | 16 %   | 10 %   | 11 %  | 15 %   | 3 %   | 1 %   | 34 %   | 5 % | 3 %    |
| Opinium         | 07.05.2019 | 4 %    | 26 %   | 14 %   | 6 %   | 12 %   | 5 %   | 2 %   | 29 %   | 2 % | 1 %    |
| ComRes          | 07.05.2019 | 2 %    | 26 %   | 14 %   | 6 %   | 11 %   | 3 %   | 1 %   | 28 %   | 8 % | 1 %    |
| Europawahl 2014 | 22.05.2014 | 27,5 % | 25,4 % | 23,9 % | 7,9 % | 6,8 %  | 2,5 % | 0,7 % | —      | —   | 5,5 %  |

## Wahlergebnis
Das Ergebnis in England, Wales und Schottland wurde am 26. Mai 2019 veröffentlicht. Die Auszählung in Nordirland begann am Morgen des 27. Mai 2019.

### Landesweite Ergebnisse

Kartografische Darstellung des Wahlergebnisses nach gewonnenen Sitzen

Mehrheiten nach Auszählungsbezirken

In der folgenden Tabelle wurden für Nordirland die Stimmen erster Präferenz verwendet.
| Europawahl im Vereinigten Königreich 2019 | Europawahl im Vereinigten Königreich 2019 | Europawahl im Vereinigten Königreich 2019 | Europawahl im Vereinigten Königreich 2019 | Europawahl im Vereinigten Königreich 2019 | Europawahl im Vereinigten Königreich 2019 | Europawahl im Vereinigten Königreich 2019 | Europawahl im Vereinigten Königreich 2019 |
| Partei                                    | Partei                                    | Stimmen                                   | Stimmen                                   | Stimmen                                   | Sitze                                     | Sitze                                     | Sitze                                     |
| Partei                                    | Partei                                    | Zahl                                      | Anteil                                    | +/-                                       | Zahl                                      | +/-                                       | Anteil                                    |
| ----------------------------------------- | ----------------------------------------- | ----------------------------------------- | ----------------------------------------- | ----------------------------------------- | ----------------------------------------- | ----------------------------------------- | ----------------------------------------- |
|                                           | Brexit Party (Brexit)                     | 5.248.533                                 | 30,52 %                                   | neu                                       | 29                                        | neu                                       | 39,7 %                                    |
|                                           | Liberal Democrats (LibDem)                | 3.367.284                                 | 19,58 %                                   | + 12,97 %                                 | 16                                        | +15                                       | 21,9 %                                    |
|                                           | Labour Party (Lab)                        | 2.347.255                                 | 13,65 %                                   | −10,78 %                                  | 10                                        | −10                                       | 13,7 %                                    |
|                                           | Green Party of England and Wales (Green)  | 1.881.306                                 | 10,94 %                                   | +4,03 %                                   | 7                                         | +4                                        | 9,6 %                                     |
|                                           | Conservative Party (Con)                  | 1.512.147                                 | 8,79 %                                    | −14,26 %                                  | 4                                         | −15                                       | 5,5 %                                     |
|                                           | Scottish National Party (SNP)             | 594.553                                   | 3,46 %                                    | +1,09 %                                   | 3                                         | +1                                        | 4,1 %                                     |
|                                           | Change UK – The Independent Group (TIG)   | 571.846                                   | 3,32 %                                    | neu                                       | 0                                         | neu                                       | 0,0 %                                     |
|                                           | UK Independence Party (UKIP)              | 554.463                                   | 3,22 %                                    | − 23,38 %                                 | 0                                         | −24                                       | 0,0 %                                     |
|                                           | Plaid Cymru (Plaid)                       | 163.928                                   | 0,95 %                                    | +0,27 %                                   | 1                                         | ±0                                        | 1,4 %                                     |
|                                           | Scottish Green Party (SGP)                | 129.603                                   | 0,75 %                                    | +0,09 %                                   | 0                                         | ±0                                        | 0,0 %                                     |
|                                           | Sinn Féin (SF)                            | 126.951                                   | 0,74 %                                    | −0,20 %                                   | 1                                         | ±0                                        | 1,4 %                                     |
|                                           | Democratic Unionist Party (DUP)           | 124.991                                   | 0,73 %                                    | −0,07 %                                   | 1                                         | ±0                                        | 1,4 %                                     |
|                                           | Alliance Party of Northern Ireland (APNI) | 105.928                                   | 0,62 %                                    | +0,35 %                                   | 1                                         | +1                                        | 1,4 %                                     |
|                                           | Social Democratic and Labour Party (SDLP) | 78.589                                    | 0,46 %                                    | −0,04 %                                   | 0                                         | ±0                                        | 0,0 %                                     |
|                                           | Traditional Unionist Voice (TUV)          | 62.021                                    | 0,36 %                                    | −0,10 %                                   | 0                                         | ±0                                        | 0,0 %                                     |
|                                           | Ulster Unionist Party (UUP)               | 53.052                                    | 0,31 %                                    | −0,20 %                                   | 0                                         | −1                                        | 0,0 %                                     |
|                                           | Yorkshire Party (YP)                      | 50.842                                    | 0,30 %                                    | +0,18 %                                   | 0                                         | ±0                                        | 0,0 %                                     |
|                                           | English Democrats (ED)                    | 39.938                                    | 0,23 %                                    | −0,54 %                                   | 0                                         | ±0                                        | 0,0 %                                     |
|                                           | UK European Union Party (EUP)             | 33.576                                    | 0,20 %                                    | neu                                       | 0                                         | neu                                       | 0,0 %                                     |
|                                           | Animal Welfare Party (Animal)             | 25.232                                    | 0,15 %                                    | +0,02 %                                   | 0                                         | ±0                                        | 0,0 %                                     |
|                                           | Women’s Equality Party (WEP)              | 23.766                                    | 0,14 %                                    | neu                                       | 0                                         | neu                                       | 0,0 %                                     |
|                                           | Green Party in Northern Ireland (GPNI)    | 12.471                                    | 0,07 %                                    | +0,01 %                                   | 0                                         | ±0                                        | 0,0 %                                     |
|                                           | Independent Network (Independent)         | 7.641                                     | 0,04 %                                    | neu                                       | 0                                         | neu                                       | 0,0 %                                     |
|                                           | Socialist Party of Great Britain (SP)     | 3.505                                     | 0,02 %                                    | neu                                       | 0                                         | neu                                       | 0,0 %                                     |
|                                           | Unabhängige                               | 80.280                                    | 0,47 %                                    | +0,47 %                                   | 0                                         | ±0                                        | 0,0 %                                     |
| Gültige Stimmen                           | Gültige Stimmen                           | 17.199.701                                | 100,00 %                                  |                                           | 73                                        |                                           | 100,00 %                                  |
| Ungültige Stimmen                         |                                           |                                           |                                           |                                           |                                           |                                           |                                           |
| Abgegebene Stimmen                        |                                           |                                           |                                           |                                           |                                           |                                           |                                           |
| Wahlbeteiligung                           | Wahlbeteiligung                           |                                           | 36,9 %                                    | +1,5 %                                    |                                           |                                           |                                           |

### England
In England wurden 60 Sitze in 9 Wahlkreisen vergeben. Stärkste Partei wurde die Brexit Party, die ein gutes Drittel der Stimmen erhielt und damit über dem Landesdurchschnitt lag. Ebenfalls über dem Landesdurchschnitt lagen die Ergebnisse für die Liberal Democrats und die Grünen. Besonders drastisch war der Absturz der Konservativen Partei, die mit 9 Prozent der Stimmen nur noch auf Platz 5 aller Parteien landete.
|        | Brexit Party (Brexit)                    | 4.744.123  | 33,4 %  | neu     | 26 | neu | 43,3 %  |
|        | Liberal Democrats (LibDem)               | 3.035.114  | 21,3 %  | +14,3 % | 15 | +14 | 25,0 %  |
|        | Labour Party (Lab)                       | 2.072.698  | 14,6 %  | −10,6 % | 9  | −8  | 15,0 %  |
|        | Green Party of England and Wales (Green) | 1.828.646  | 12,9 %  | +4,9 %  | 7  | +4  | 11,7 %  |
|        | Conservative Party (Con)                 | 1.274.422  | 9,0 %   | −15,9 % | 3  | −14 | 5,0 %   |
|        | Change UK – The Independent Group (TIG)  | 517.510    | 3,6 %   | neu     | 0  | neu | 0,0 %   |
|        | UK Independence Party (UKIP)             | 493.364    | 3,5 %   | −25,7 % | 0  | −22 | 0,0 %   |
|        | Yorkshire Party (YP)                     | 50.842     | 0,3 %   | +0,1 %  | 0  | ±0  | 0,0 %   |
|        | English Democrats (ED)                   | 39.938     | 0,3 %   | −0,6 %  | 0  | ±0  | 0,0 %   |
|        | UK European Union Party (EUP)            | 33.576     | 0,2 %   | neu     | 0  | neu | 0,0 %   |
|        | Animal Welfare Party (Animal)            | 25.232     | 0,2 %   | +0,1 %  | 0  | ±0  | 0,0 %   |
|        | Women’s Equality Party (WEP)             | 23.766     | 0,2 %   | neu     | 0  | neu | 0,0 %   |
|        | Independent Network (Independent)        | 7.641      | 0,0 %   | neu     | 0  | neu | 0,0 %   |
|        | Socialist Party of Great Britain (SP)    | 3.505      | 0,0 %   | neu     | 0  | neu | 0,0 %   |
|        | Unabhängige                              | 69.436     | 0,5 %   | +0,1 %  | 0  | ±0  | 0,0 %   |
| Gesamt | Gesamt                                   | 14.219.813 | 100,0 % |         | 60 |     | 100,0 % |

#### Gibraltar
Die Wähler von Gibraltar stimmten innerhalb des Wahlkreises South West England ab.
| Partei                                      | Partei                                      | Stimmen | Stimmen  | Stimmen  |
| Partei                                      | Partei                                      | Zahl    | Anteil   | +/−      |
| ------------------------------------------- | ------------------------------------------- | ------- | -------- | -------- |
|                                             | Liberal Democrats (LibDem)                  | 7.220   | 77,38 %  | +10,22 % |
|                                             | Brexit Party (Brexit)                       | 746     | 7,99 %   | neu      |
|                                             | Green Party of England and Wales (Green)    | 467     | 5,0 %    | +3,83 %  |
|                                             | Labour Party (Lab)                          | 411     | 4,40 %   | −4,78 %  |
|                                             | Conservative Party (Con)                    | 256     | 2,74 %   | −14,47 % |
|                                             | UK Independence Party (UKIP)                | 84      | 0,90 %   | −3,14 %  |
|                                             | Change UK – The Independent Group (TIG)     | 77      | 0,83 %   | neu      |
|                                             | English Democrats (ED)                      | 59      | 0,63 %   | +0,30 %  |
|                                             | Unabhängige                                 | 11      | 0,12 %   | neu      |
| Gesamt                                      | Gesamt                                      | 9.331   | 100,00 % | ±0,00 %  |
| Gültige Stimmen                             | Gültige Stimmen                             | 9.331   | 98,83 %  |          |
| Ungültige Stimmen                           | Ungültige Stimmen                           | 110     | 1,17 %   |          |
| Abgegebene Stimmen                          | Abgegebene Stimmen                          | 9.441   | 100,00 % |          |
| Anzahl der Wahlberechtigten/Wahlbeteiligung | Anzahl der Wahlberechtigten/Wahlbeteiligung | 23.726  | 39,79 %  |          |

### Schottland
Im Wahlkreis Schottland wurden 6 Sitze vergeben. Stärkste Partei wurde, wie schon bei den Wahlen zuvor, die Scottish National Party (SNP), die ihren Stimmenanteil von 29,0 % im Jahr 2014 auf jetzt 37,8 % steigern konnte und in 30 der 32 schottischen Council Areas die Mehrheit gewann. Die SNP gewann damit einen Sitz im Europaparlament hinzu. In Orkney und Shetland wurden die Liberal Democrats zur stärksten Partei. Hauptverlierer war die Labour Party, deren Stimmenanteil sich von 25,9 % auf 9,3 % mehr als halbierte. Labour verlor damit auch seine bisherigen beiden Abgeordnetensitze im Europaparlament. Einer der beiden abgewählten Labour-Abgeordneten war David Martin, der diesen Sitz seit 1984 innegehabt hatte und der am längsten amtierende britische Europaabgeordnete war. Die Erste Ministerin Schottlands, Nicola Sturgeon, bezeichnete in einer ersten Reaktion das Wahlergebnis als eine Absage der Bevölkerung Schottlands an den Brexit. Die Wahlbeteiligung lag mit 39,9 % über der der vorangegangenen Wahl. 0,3 % der Stimmen (5239) waren ungültig.
|                          | Scottish National Party (SNP)           | 594.553   | 37,8 %  | +8,8 %  | 3 | +1  | 50,0 %  |
|                          | Brexit Party (Brexit)                   | 233.006   | 14,8 %  | neu     | 1 | neu | 16,7 %  |
|                          | Liberal Democrats (LibDem)              | 218.285   | 13,9 %  | +6,8 %  | 1 | +1  | 16,7 %  |
|                          | Conservative Party (Con)                | 182.476   | 11,6 %  | −5,6 %  | 1 | ±0  | 16,7 %  |
|                          | Labour Party (Lab)                      | 146.724   | 9,3 %   | −16,6 % | 0 | −2  | 0,0 %   |
|                          | Scottish Green Party (SGP)              | 129.603   | 8,2 %   | +0,1 %  | 0 | ±0  | 0,0 %   |
|                          | Change UK – The Independent Group (TIG) | 30.004    | 1,9 %   | neu     | 0 | neu | 0,0 %   |
|                          | UK Independence Party (UKIP)            | 28.418    | 1,8 %   | −8,7 %  | 0 | −1  | 0,0 %   |
|                          | Unabhängige                             | 8.177     | 0,5 %   | +0,5 %  | 0 | ±0  | 0,0 %   |
| Gesamt (gültige Stimmen) | Gesamt (gültige Stimmen)                | 1.571.246 | 100,0 % |         | 6 |     | 100,0 % |

### Wales
Im Wahlkreis Wales wurden 4 Sitze vergeben.
Bei der Wahl dominierte die Brexit Party. Sie wurde in 19 der 22 Council Areas stärkste Partei. Auf Platz zwei und drei folgten Plaid Cymru und Labour. In Reaktion auf das Wahlergebnis kündigte der walisische Labour-Vorsitzende und Erste Minister von Wales, Mark Drakeford, an, dass er ein zweites EU-Austrittsreferendum unterstützen und dabei für den Verbleib in der EU stimmen werde. Der Parteivorsitzende von Plaid Cymru äußerte sich erfreut darüber, dass seine Partei zum ersten Mal in ihrer 94-jährigen Geschichte die Labour Party stimmenmäßig überholt hatte.
|        | Brexit Party (Brexit)                    | 271.404 | 31,3 %  | neu     | 2 | neu | 50,0 %  |
|        | Plaid Cymru (Plaid)                      | 163.928 | 22,4 %  | +7,1 %  | 1 | ±0  | 25,0 %  |
|        | Labour Party (Lab)                       | 127.833 | 14,8 %  | −13,4 % | 1 | ±0  | 25,0 %  |
|        | Liberal Democrats (LibDem)               | 113.885 | 13,2 %  | +9,2 %  | 0 | ±0  | 0,0 %   |
|        | Conservative Party (Con)                 | 54.587  | 6,3 %   | −11,1 % | 0 | −1  | 0,0 %   |
|        | Green Party of England and Wales (Green) | 52.660  | 6,1 %   | +1,6 %  | 0 | ±0  | 0,0 %   |
|        | UK Independence Party (UKIP)             | 27.566  | 3,2 %   | −24,4 % | 0 | −1  | 0,0 %   |
|        | Change UK – The Independent Group (TIG)  | 24.332  | 2,9 %   | neu     | 0 | neu | 0,0 %   |
| Gesamt | Gesamt                                   | 836.195 | 100,0 % |         | 4 |     | 100,0 % |

### Nordirland
Im Wahlkreis Nordirland wurden 3 Sitze vergeben. Es kam ein System mit übertragbarer Einzelstimmgebung zur Anwendung. Erstmals in der Geschichte der Europawahlen in Nordirland wurden drei Frauen gewählt. Sie repräsentierten DUP, Alliance und Sinn Feín. Die Ulster Unionist Party verlor ihr langjähriges Mandat an die Alliance, die damit das erste Mandat im Europaparlament in ihrer Parteigeschichte gewann.
|                 | Sinn Féin (SF)                            | 126.951 | 22,2 %  | −3,3 %  | 1 | ±0 | 33,3 %  |
|                 | Democratic Unionist Party (DUP)           | 124.991 | 21,8 %  | +0,9 %  | 1 | ±0 | 33,3 %  |
|                 | Alliance Party of Northern Ireland (APNI) | 105.928 | 18,5 %  | +11,4 % | 1 | +1 | 33,3 %  |
|                 | Social Democratic and Labour Party (SDLP) | 78.589  | 13,7 %  | +0,7 %  | 0 | ±0 | 0,0 %   |
|                 | Traditional Unionist Voice (TUV)          | 62.021  | 10,8 %  | −1,3 %  | 0 | ±0 | 0,0 %   |
|                 | Ulster Unionist Party (UUP)               | 53.052  | 9,3 %   | −4,0 %  | 0 | −1 | 0,0 %   |
|                 | Green Party in Northern Ireland (GPNI)    | 12.471  | 2,2 %   | +0,5 %  | 0 | ±0 | 0,0 %   |
|                 | UK Independence Party (UKIP)              | 5.115   | 0,9 %   | −3,0 %  | 0 | ±0 | 0,0 %   |
|                 | Conservative Party (ConNI)                | 662     | 0,1 %   | −0,6 %  | 0 | ±0 | 0,0 %   |
|                 | Unabhängige                               | 2.667   | 0,5 %   | +0,5 %  | 0 | ±0 | 0,0 %   |
| Gültige Stimmen | Gültige Stimmen                           | 572.447 | 100,0 % |         | 3 |    | 100,0 % |

### Fraktionen im Europäischen Parlament
| Partei | Partei                                                     | Sitze  | Sitze | Sitze   |
| Partei | Partei                                                     | Anzahl | +/−   | %       |
| ------ | ---------------------------------------------------------- | ------ | ----- | ------- |
|        | Renew Europe (RE)                                          | 17     | +16   | 23,3 %  |
|        | Die Grünen/Europäische Freie Allianz (Grüne/EFA)           | 11     | +5    | 15,0 %  |
|        | Progressive Allianz der Sozialdemokraten (S&D)             | 10     | −10   | 13,7 %  |
|        | Europäische Konservative und Reformer (EKR)                | 4      | −16   | 5,5 %   |
|        | Vereinte Europäische Linke/Nordische Grüne Linke (GUE/NGL) | 1      | ±0    | 1,4 %   |
|        | Europäische Volkspartei (EVP)                              | 0      | ±0    | 0,0 %   |
|        | Identität und Demokratie (ID)                              | 0      | neu   | 0,0 %   |
|        | fraktionslos                                               | 30     | +29   | 41,1 %  |
| Gesamt | Gesamt                                                     | 73     | —     | 100,0 % |